# Amadeo Vives

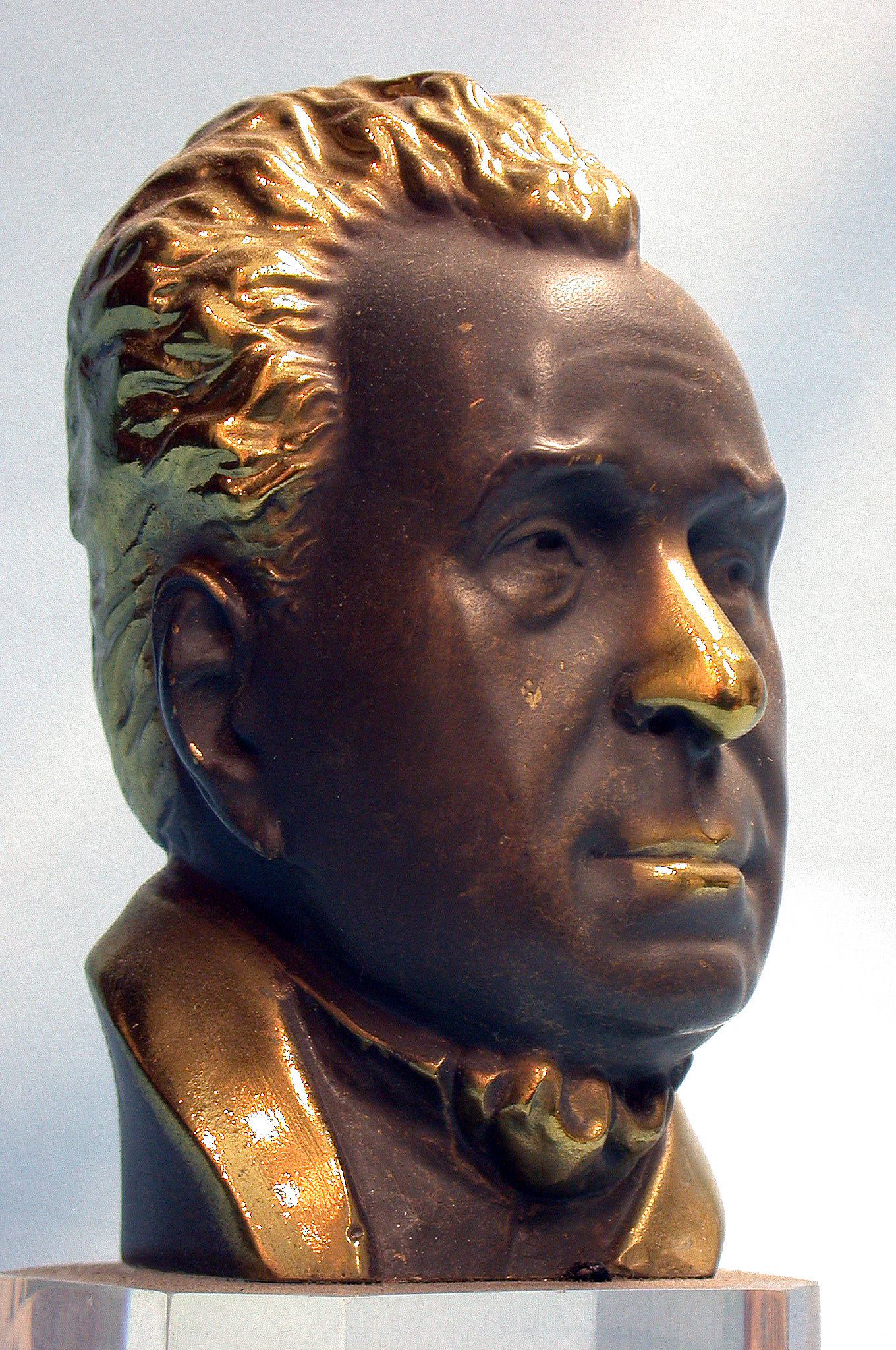
Busto de Amadeo Vives.

Amadeu (Amadeo) Vives (Collbató, 18 de novembro de 1871 - Madri, 2 de dezembro de 1932) foi um compositor espanhol, autor de canções, zarzuelas e óperas.
Estudou harmonia e composição com J. Rivera e mais tarde atuou como maestro de capela em um asilo de Málaga e no convento de Loreto, em Barcelona. Junto com Lluís Millet fundou o Orfeu Catalão em 1891, para o qual compôs numerosas canções originais, como L'emigrant ou La balanguera, e transcripções de música popular.

## Obra
Suas obras foram Don Lucas del cigarral (1899), La balada de la luz (1900), Bohemios (1903), Maruxa (1914, transformada em ópera em 1915), Balada de carnaval (1919), Doña Francisquita (1923) e La villana.
Como compositor de canções: Canciones epigramáticas, sobre textos de clássicos do século de ouro (1916) e obras corais como L'emigrant (1890, com texto de Jacint Verdaguer) e Follies i paisatges (1928). Também compôs operetas como La generala.